# Dopravní podnik měst Mostu a Litvínova
DOPRAVNÍ PODNIK měst Mostu a Litvínova, a.s. (DPmML) je akciová společnost, která zajišťuje zejména provoz sítě autobusové městské hromadné dopravy ve městech Most, Litvínov a v přilehlých obcích. V letech 2006–2014 se podílela též na krajské autobusové dopravní obslužnosti v Ústeckém kraji. Akciová společnost vznikla k 1. lednu 1995, ale navazuje na činnost dřívějšího komunálního a později státního podniku. Má sídlo v Mostě na třídě Budovatelů 1395/23. Akcionáři společnosti jsou města Most (60 %) a Litvínov (40 %). Podnik je členem Sdružení dopravních podniků ČR.

## Historie městské hromadné dopravy
V roce 1900 získalo město Most koncesi na stavbu a provozování elektrické pouliční dráhy. Úzkorozchodná trať (1000 mm) měla vést z mosteckého nádraží přes Kopisty, Růžodol, Lipětín, Dolní Litvínov, Horní Litvínov, Chudeřín a Hamr až do Janova. Provoz na této 12,9 km dlouhé trati byl zahájen 7. srpna 1901. V tomto roce také vznikla akciová společnost Brüxer Strassenbahn- und Elektrizitäts-Gesellschaft (Mostecká tramvajová a elektrárenská společnost), která pod tímto jménem existovala až do roku 1945. Jejími podílníky se staly Rakouská elektrárenská společnost Union a města a obce, které dráha spojovala, především pak město Most. Dne 1. dubna 1903 byla na trati zahájena i nákladní doprava, především uhlí z dolu Minerva pro městskou elektrárnu. Nákladní doprava byla provozována až do roku 1958.
V roce 1930 začala Mostecká tramvajová a elektrárenská společnost provozovat vlastní autobusové linky. Spoje vedly nejen do okolních obcí, které neměly tramvajové spojení, jako Souš či Rudolice nad Bílinou, ale směřovaly i do vzdálenějších míst např. linka Most-Souš-Hamr-Janov-Křížatky-Mníšek nebo Horní Litvínov-Záluží-Horní Jiřetín. Nejdelší linkou bylo spojení Horní Jiřetín-Hora Svaté Kateřiny-Brandov-Zelený Důl. Některé spoje pokračovaly dokonce až do saského města Olbernhau. Po vypuknutí druhé světové války byly městské autobusové spoje zrušeny a ponechány pouze dálkové.
Po skončení války došlo ke změně názvu na Elektrárenské a dopravní podniky v Mostě, a. s. a následně ještě v roce 1945 na Mostecké dopravní podniky Středočeských elektráren, n. p. V letech 1950-1953 zněl název Dopravní komunální podnik měst Mostu a Litvínova a od roku 1954 Dopravní podnik měst Mostu a Litvínova.
Na konci roku 1946 byla zprovozněna trolejbusová linka mezi Litvínovem a Zálužím. Tento druh dopravy byl ovšem ukončen v roce 1959.
V důsledku likvidace města Mostu i dalších obcí kvůli těžbě hnědého uhlí byla od roku 1957 budována tramvaj s běžným rozchodem. Provoz úzkorozchodné tramvaje byl ukončen v roce 1961.
K 1. lednu 1989 byl dosavadní dopravní podnik přeměněn na Dopravní podnik měst Mostu a Litvínova - státní podnik. Státní podnik byl zřízen zakládací listinou a usnesením 11. plenárního zasedání Okresního národního výboru v Mostě ze dne 15. prosince 1988, funkci zakladatele státního podniku plnila od roku 1991 městská rada v Mostě. Majetek tohoto státního podniku přešel k 1. lednu 1995 na Fond národního majetku České republiky, který jej vložil do nově založené akciové společnosti. Státní podnik byl z obchodního rejstříku vymazán 3. března 1997.
Dopravní podnik provozuje tramvajovou trať Most - Litvínov, která tvoří páteřní dopravní spojení mezi oběma městy a dále množství městských autobusových linek, které zajíždějí do okolních obcí Mostecka a Litvínovska.
Od roku 2006 využívají cestující k odbavení bezkontaktní čipové karty.

## Doplňkové dopravní služby
Dopravce nabízí též
- vnitrostátní i mezinárodní zájezdovou autobusovou dopravu. Pro zahraniční zájezdy má určena vozidla Scania-Irizar 12,35, Iveco Irisbus SFR 160 Crossway, Karosa LC 757 a Karosa C 935.[6]
- nákladní dopravu vozidly LIAZ sklápěč 9,2 t, AVIA 3 t a MULTICAR sklápěč 1,8 t[7]
- zdravotníckou dopravní službu sanitními vozy, k čemuž má smlouvy se 7 zdravotními pojišťovnami. K tomuto účelu má 14 sanitních vozů VW Transporter se standardním převozovým vybavením.[8]

## Regionální autobusová doprava
Během krize autobusové dopravy v Ústeckém kraji v roce 2006, poté, co ČSAD Česká Lípa a. s. vyhrála výběrové řízení pro všechny soutěžené oblasti, ale nebyla s ní krajem uzavřena smlouva, byl DPmML krajem sjednán jako náhradní dopravce pro okolí Mostu a Litvínova od 9. září 2006 s platností do 2. června 2007. V krajských výběrových řízeních na podzim 2006 DPmML vyhrál v oblastech:
- příměstská doprava oblasti Most – Litvínov
- Bílinsko
- Lounsko – jih a Lounsko – východ

V oblastech Chomutovsko a Příměstská doprava Teplice soutěžil na podzim 2006 také a umístil se v obou jako druhý. Ve výběrových řízeních na jaře 2007 uspěl ještě v oblasti:
- Mostecká pánev

Tyto čtyři oblasti představovaly v roce 2008 podíl 17 % na autobusové dopravě objednávané krajem. V roce 2007 byl krajem opakovaně pokutován, například za první pololetí 2007 dostal nejvyšší pokutu ze všech krajských dopravců, 955 000 Kč, přičemž tisková zpráva kraje celkově uvedla, že pokuty dopravcům byly převážně za používání nevyhovujících, zastaralých autobusů a za nesprávné nebo neúplné vykazování použití autobusů. V roce 2011 i v roce 2012 získal DPmML druhé místo v krajské soutěži Dopravce roku.
Smlouvy s Ústeckým krajem vypršely s koncem roku 2014. Pro období od roku 2015 nezískal DPmML v soutěžích žádnou oblast, kraj však tentokrát nezveřejnil seznamy neúspěšných uchazečů, takže ani není veřejně známo, zda se DPmML o nějakou zakázku ucházel.
Na příměstskou dopravu linkami MHD v okolí měst Most a Litvínov od roku 2015 kraj nevyhlašoval výběrové řízení, ale uzavřel přímou smlouvu s městy Most a Litvínov, na jejímž základě dopravcem Dopravní podnik měst Mostu a Litvínova. V rámci těchto smluv se kraj finančně podílí na provozu městských autobusových linek č. 10, 13, 14, 23, 28 a 31, jedoucích do okolních obcí, majících fakticky charakter předměstí (například Obrnice, Korozluky, Skršín, Lom, Osek, Horní Jiřetín, Meziboří, Havraň). V příměstských úsecích platí upravený tarif MHD měst Mostu a Litvínova. O zapojení do systému zónově relačního tarifu Dopravy Ústeckého kraje kraj údajně jednal, výsledek však dosud nebyl oznámen. Standardy kvality byly dohodnuty jako kompromis mezi krajským a městským standardem, autobusy umožňují přepravu kočárků a cestujících na vozíku.

## Rozvoj
Dopravní podnik se podílí na projektu EURO-CESTY, který by v případě úspěchu mohl napojit MHD směrem na jih na průmyslové zóny Joseph v Havrani a Triangle u Žatce a rovněž vést severně přes Krušné hory až do sousedního Německa.